# نانسي بينيا
نانسي بينيا مواليد 29 يوليو 1982، هي لاعبة كرة يد دومينيكية تلعب كجناح أيسر. مثلت منتخب جمهورية الدومينيكان لكرة اليد للسيدات.

## سجل المنافسة
شاركت في البطولات التالية:
- بطولة العالم لكرة اليد للسيدات 2013